# Callosobruchus phaseoli
Callosobruchus phaseoli är en skalbaggsart som först beskrevs av Leonard Gyllenhaal 1833.  Callosobruchus phaseoli ingår i släktet Callosobruchus och familjen bladbaggar. Inga underarter finns listade i Catalogue of Life.

## Bildgalleri

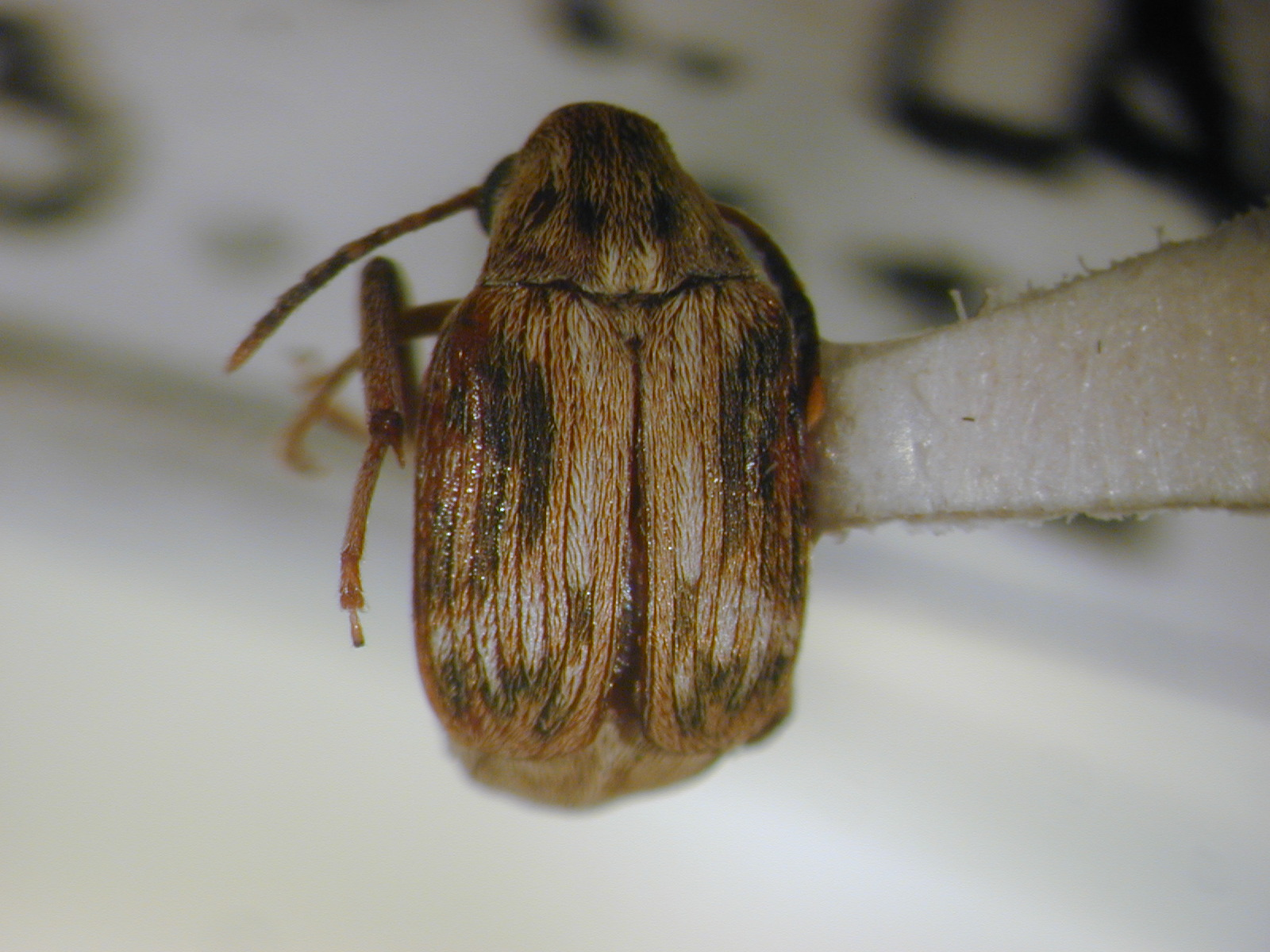